# Lukas Herburger
Lukas Herburger (* 19. Dezember 1994 in Bregenz) ist ein österreichischer Handballspieler.

## Karriere
Herburger begann in seiner Jugend beim Alpla HC Hard Handball zu spielen. Am 3. September 2011 stand der Bregenzer dann, im Spiel gegen die HSG Bärnbach/Köflach, das erste Mal im Kader der ersten Mannschaft. Sein erstes Tor in der Handball Liga Austria erzielte der Kreisläufer im Halbfinale gegen den Handballclub Fivers Margareten. In der Saison 2011/12 sicherte sich Herburger auch seinen ersten Meistertitel, weitere folgten 2012/13, 2013/14, 2014/15 und 2016/17. Außerdem konnte der Rechtshänder 2013/14 mit dem Team den ÖHB-Cup und damit das Double nach Hard holen. Nach der Saison 2017/18 wechselte Herburger gemeinsam mit seinem Trainer Petr Hrachovec zu den Kadetten Schaffhausen in die Nationalliga A. Mit Schaffhausen gewann er 2019, 2022 und 2023 die Schweizer Meisterschaft, 2021 den Schweizer Cup und 2019, 2022 und 2023 den Schweizer Supercup.
Seit der Saison 2024/25 läuft Herburger für die Füchse Berlin auf. Den DHB-Supercup 2024 konnte er mit den Füchsen mit 32:30 gegen den SC Magdeburg gewinnen. In der Saison 2024/25 gewann er mit den Füchsen den ersten Meistertitel der Vereinsgeschichte. In der EHF Champions League 2024/25 erreichte er mit den Füchsen erstmals das Endspiel, in dem man dem SC Magdeburg mit 26:32 unterlag. 
Mit dem Team 94 nahm er 2012 und 2014 an Jugendeuropameisterschaften teil und erreichte jeweils den 6. Platz.
Mit der österreichischen Männer-Handballnationalmannschaft nahm er an den Europameisterschaften 2018, 2020, 2022 und 2024 sowie den Weltmeisterschaften 2019 und 2021 teil. Bei der Weltmeisterschaft 2025 warf er sieben Tore in sechs Spielen und belegte mit der Auswahl den 17. Platz.

## Sonstiges
Neben seiner sportlichen Laufbahn besuchte Herburger das Sportgymnasium Dornbirn und machte seinen Abschluss an der Pädagogischen Hochschule Vorarlberg im Bereich Sport und Mathematik.

## HLA-Bilanz
| Saison    | Verein        | Spielklasse | Tore | 7-Meter    | Feldtore |
| --------- | ------------- | ----------- | ---- | ---------- | -------- |
| 2011/12   | Alpla HC Hard | HLA         | 1    | 0/0        | 1        |
| 2012/13   | Alpla HC Hard | HLA         | 3    | 0/0        | 3        |
| 2013/14   | Alpla HC Hard | HLA         | 31   | 0/0        | 31       |
| 2014/15   | Alpla HC Hard | HLA         | 27   | 0/1        | 27       |
| 2015/16   | Alpla HC Hard | HLA         | 58   | 1/1        | 57       |
| 2016/17   | Alpla HC Hard | HLA         | 82   | 1/1        | 81       |
| 2017/18   | Alpla HC Hard | HLA         | 72   | 0/0        | 72       |
| 2011–2018 | gesamt        | HLA         | 274  | 2/3 (66 %) | 272      |

## Erfolge
- Alpla HC Hard
  - 5× Österreichischer Meister 2011/12, 2012/13, 2013/14, 2014/15, 2016/17
  - 2× Österreichischer Pokalsieger 2013/14, 2017/18
- Kadetten Schaffhausen
  - 4× Schweizer Meister 2018/19, 2021/22, 2022/23, 2023/24
  - 2× Schweizer Cupsieger 2020/21, 2023/24
  - 3× Schweizer Supercupsieger 2019/20, 2022/23, 2023/24
- Füchse Berlin
  - 1× Deutscher Meister 2025
  - 1× DHB-Supercup 2024